# Carl Meinhold
Carl Marvin Meinhold, né le 29 mars 1926 et mort le 23 février 2019, est un ancien joueur américain de basket-ball. Il évolue durant sa carrière aux postes d'arrière et d'ailier.

## Biographie
Un gardien / attaquant de 6'2 "de l'université de Long Island, Meinhold a joué deux saisons (1947-1949) au sein de la Basketball Association of America en tant que membre des Baltimore Bullets, Providence Steamrollers et Chicago Stags. carrière et a remporté un championnat de ligue avec Baltimore en 1948. En 1953-1954, il a joué pour les généraux de Washington, une équipe qui a tourné avec (et a généralement perdu contre) les Harlem Globetrotters.
Meinhold a fréquenté le Hazleton High School à Hazleton, en Pennsylvanie, où, en 1944, il a mené l'équipe à un titre d'État de Pennsylvanie, marquant 25 points en finale

## Palmarès
- Champion BAA 1948
- Champion ABL 1950